# Śmiertelna gra (film 2013)
Śmiertelna gra (ang. All Things to All Men) – brytyjski film kryminalny z gatunku thriller z 2013 roku w reżyserii George’a Isaaca. Wyprodukowana przez wytwórnię Cipher Films.
Premiera filmu miała miejsce 5 kwietnia 2013 w Wielkiej Brytanii.

## Fabuła
Policjant Parker (Rufus Sewell) ma długi u gangsterów. Aby zdobyć pieniądze, zamierza wykorzystać do tego złodzieja Rileya (Toby Stephens), który ma dokonać kradzieży. Nie mogąc mieszć się w to osobiście, postanawia zaangażować w sprawę szefa gangu Josepha Corso (Gabriel Byrne). Aresztuje jego syna. Wypuści go, jeśli Corso nakłoni Rileya do napadu.

## Produkcja
Zdjęcia do filmu kręcono w Londynie w Anglii w Wielkiej Brytanii.

## Obsada
Źródło: Filmweb
- Gabriel Byrne jako Joseph Corso
- Toby Stephens jako Riley
- Rufus Sewell jako Parker
- Leo Gregory jako Dixon
- Pierre Mascolo jako Mark Corso
- David Schofield jako komisarz policji
- James Frain jako prokurator generalny
- Elsa Pataky jako Sophia Peters
- Terence Maynard jako Sands
- Julian Sands jako Cutter
- Gil Darnell jako Adrian Peters

i inni.